# Scilla (Italia)
Scilla es un municipio italiano situado en la ciudad metropolitana de Reggio Calabria, en Calabria. Tiene una población estimada, a fines de febrero de 2023, de 4496 habitantes.
Es una renombrada localidad turística ubicada en un promontorio en la entrada norte del estrecho de Messina.
Es el sitio donde, según la mitología griega, habitaba el monstruo marino Escila. Fue citado por Homero en la Ilíada.
La localidad a su vez está dividida en dos partes: el centro, donde se ubican las oficinas y la residencia del Santo Patronal, y la zona de la playa. Su barrio más costero, Chianalea, está inscripto en el listado de I Borghi più belli d'Italia.

## Subdivisiones
- San Giorgio, el centro de la ciudad;
- Marina Grande, el centro de vacaciones. Tiene restaurantes y hoteles;
- Chianalea, la ciudad de los pescadores, también conocida como la pequeña Venecia del Sur.

## Tradiciones
La más importante tradición scillesa es la "Festa di San Rocco", el protector de la ciudad para los católicos scillesi.

## Evolución demográfica
| Gráfica de evolución demográfica de Scilla entre 1861 y 2023 |
|                                                              |
| Fuente: ISTAT - Elaboración gráfica de Wikipedia             |

## Ciudades hermanadas
- Ħamrun, Malta

## Galería
|                             |
| Imagen de San Roque, Scilla |

|           |
| Chianalea |

|                           |
| La playa de Marina Grande |

|                    |
| Castillo de Scilla |

|               |
| Marina Grande |